# Простокишин, Флегонт Дмитриевич
Флегонт Дмитриевич Простокишин (1917—1989) — советский работник горной промышленности, депутат Верховного Совета СССР V-го созыва.

## Биография
Родился в 1917 году в селе Старый Олов Российской империи, ныне Чернышевского района Забайкальского края, в семье крестьянина-середняка.
Окончив пять классов школы, Флегонт Дмитриевич до 1938 года работал в колхозе родного села. В 1938 году был призван на службу в Красную армию. Был участником Великой Отечественной войны, участвовал в освобождении Румынии, Венгрии, Австрии, Чехословакии и Югославии.В годы войны, в 1943 году, вступил в члены ВКП(б)/КПСС.
Демобилизовавшись из армии, в 1946 году приехал в Якутскую АССР и поступил работать старателем на прииск Ленинский треста «Якутзолото» Алданского района. С 1948 года работал матросом драги № 75 прииска Ленинский, в 1952 году стал старшим мотористом, а c 1954 года рвботал на драге № 75 прииска Нижний Куранах. Ф. Д. Простокишин стал одним из лучших горных работников. Руководимая им смена ежегодно перевыполняла производственные задания, а за сезон 1957 года в социалистическом соревновании добилась выполнения задания по извлечению металла на 109 процентов, повысив производительность труда на 20 процентов.
Простокишин занимался также общественной деятельностью — являлся членом партбюро парторганизации прииска Нижний Куранах и парторгом драги № 75. От Алданского избирательного округа № 570 он был избран депутатом Верховного Совета СССР V созыва (1958—1962).
Был награждён орденом Отечественной войны 2-й степени и медалями, в числе которых «За боевые заслуги».
Умер в возрасте 72 года, похоронен на кладбище прииска Чульман Якутской АССР.